# 呉釗燮
呉 釗燮（ご しょうしょう、繁: 吳 釗燮、1954年〈民国43年〉10月31日 - ）は、中華民国（台湾）の政治家。第23代外交部長。

## 来歴

### 生い立ち
1954年10月31日、彰化県大城郷で生まれる。台中市立台中第一高級中等学校を経て、1978年に国立政治大学政治学部を卒業後、1982年米ミズーリ大学の政治学修士号を取得、その後、米オハイオ州立大学政治学研究科で博士号を取得。台湾に帰国後、国立政治大学国際関係研究中心の研究員、同大学教授を歴任。

### 総統府副秘書長
2002年、総統府副秘書長に就任。

### 行政院大陸委員会主任委員
2004年5月20日、行政院大陸委員会主任委員に就任。

### 外交部長
2018年2月26日、外交部長に就任。
2020年7月1日、ソマリランドと相互に公式代表機関を設置し、台湾とソマリランドの関係を強化すると発表。
2021年10月29日、「対中政策に関する列国議会連盟」主催の中国の人権問題に関する会合で演説し、民主主義国の結束を訴え、「中国共産党主導の中国の台頭は、世界の民主主義に対する決定的な挑戦だ」と主張し、中国が台湾への軍事威嚇を強めることに触れ、「われわれは断固として自衛する」と述べた。
2023年1月に発足する陳建仁新内閣でも外交部長を続投することが決定している。